# 良渚街道
良渚街道是浙江省杭州市余杭区下辖的一个街道办事处。全镇总面积103.1平方公里，总人口32.6万人。此地为良渚文化的发祥地。

## 辖区
良渚街道辖有以下地区：
新桥社区、万年桥社区、施家湾社区、铭雅社区、亲亲家园社区、棕榈湾社区、三和社区、崇福社区、金家渡社区、管家塘社区、良渚文化村社区、易居城社区、良渚村、荀山村、石桥村、七贤桥村、杜甫村、安溪村、杜城村、谢村、长桥村、运河村、小洋坝村、行宫塘村、吴家厍村、东塘河村、勾庄村、西塘河村、南庄兜村、大陆村、东莲村、良港村、纤石村、新港村和港南村。

## 交通
- 宣杭铁路：行宫塘站